# Episodi di Follyfoot (seconda stagione)
La seconda stagione della serie televisiva Follyfoot è stata trasmessa in anteprima nel Regno Unito dalla Independent Television tra il 28 maggio 1972 e il 27 agosto 1972.
| nº | Titolo originale        | Titolo italiano | Prima TV UK    | Prima TV Italia |
| -- | ----------------------- | --------------- | -------------- | --------------- |
| 1  | Someone, Somewhere      |                 | 28 maggio 1972 |                 |
| 2  | The Debt                |                 | 4 giugno 1972  |                 |
| 3  | Family of Strangers     |                 | 11 giugno 1972 |                 |
| 4  | A Present for Sandy     |                 | 25 giugno 1972 |                 |
| 5  | The Innocents           |                 | 2 luglio 1972  |                 |
| 6  | The Hundred Pound Horse |                 | 9 luglio 1972  |                 |
| 7  | Poor Bald Head          |                 | 16 luglio 1972 |                 |
| 8  | The Prize               |                 | 23 luglio 1972 |                 |
| 9  | Treasure Hunt           |                 | 30 luglio 1972 |                 |
| 10 | Debt of Honour          |                 | 6 agosto 1972  |                 |
| 11 | Out-of-the-Blue Horse   |                 | 13 agosto 1972 |                 |
| 12 | The Awakening           |                 | 20 agosto 1972 |                 |
| 13 | Fly Away Home           |                 | 27 agosto 1972 |                 |